# سروهای آفریقایی
سروهای آفریقایی (نام علمی: Widdringtonia) نام یک سرده از خانواده سرویان است.